# Maschio Gaspardo
Il gruppo Maschio Gaspardo è una multinazionale italiana fondata nel 1964. Oggi, grazie alle sue acquisizioni e alla crescita della rete commerciale, produce e commercializza attrezzature agricole per la lavorazione del terreno, la semina, la fertilizzazione, il trattamento delle colture, la manutenzione del verde e la fienagione.

## Storia
L'azienda è stata fondata nel 1964 a Campodarsego (nella provincia di Padova) dai fratelli Antonio, Egidio e Giorgio Maschio: la produzione di frese ricopriva allora l’attività principale. Nel 1983 è stata aperta la prima filiale all'estero, in Francia. Nel 1993 è iniziato lo sviluppo sul mercato delle attrezzature agricole attraverso acquisizioni strategiche per garantire un ventaglio di prodotti competitivi. Viene così rilevata la Gaspardo Seminatrici di Morsano al Tagliamento (Pordenone), azienda storica nata nel 1834 e produttrice di seminatrici.
Lo sviluppo della rete commerciale è proseguito in Germania nel 1996, e in Spagna nel 2000. Nel 2003 è iniziata l'internazionalizzazione della produzione con l'apertura dello stabilimento in Romania, nella regione di Arad, insieme a quello in Ucraina (il cosiddetto "granaio d'Europa"). Nello stesso anno sono state aperte due filiali commerciali: una in Russia e una in Turchia. Un anno più tardi, nel 2004, è stata inaugurata anche la sede commerciale negli Stati Uniti.
Nel 2005 è stato possibile istituire una filiale commerciale in Polonia e un nuovo stabilimento produttivo in Cina. Nel 2011 è stato inaugurato un nuovo sito produttivo in India, a Pune. Durante lo stesso periodo entra nella società con una quota del 14% Friulia, la finanziaria della omonima Regione italiana. 
L’espansione della gamma prodotti si è consolidata nel 2012, quando Maschio Gaspardo ha acquisito l'emiliana Unigreen, specializzata nella produzione di atomizzatori e polverizzatori.  Nel 2013 ha investito in Moro Pietro Meccanica (azienda operante nel settore degli aratri) per trasformarla successivamente Maschio Aratri (nel 2017).  Nel 2014, inoltre, ha rilevato Officine Meccaniche Feraboli,  azienda storica specializzata nella produzione di attrezzature per la fienagione.
Con la scomparsa di Egidio Maschio, nel 2015, i figli Andrea e Mirco Maschio assumono il controllo dell’azienda affrontando un importante riassetto organizzativo che ha assicurato il rilancio della società.
In onore di Egidio Maschio, dal 2016 è stata istituita una Borsa di Studio che prevede un riconoscimento annuale per i figli dei dipendenti del Gruppo che si contraddistinguono per l’impegno nel percorso scolastico. 
A luglio 2018, Luigi De Puppi viene nominato nuovo Amministratore Delegato. Alla fine dell'anno, la Maschio Holding S.p.A., controllata da Andrea e Mirco Maschio, ha acquisito le quote della società in mano a Giorgio Maschio, il cofondatore, raggiungendo la maggioranza di Maschio Gaspardo S.p.A. Maschio Holding, azionista di maggioranza, deteneva il 50,1% del capitale sociale, Friulia Finanziaria FVG possedeva il 26,2%, mentre il restante 23,7% era controllato da Veneto Sviluppo S.p.A.
Il 31 dicembre 2020 è stata completata l’operazione di fusione di Maschio Fienagione S.p.A. con Maschio Gaspardo S.p.A. Maschio Fienagione era già parte del Gruppo Maschio Gaspardo dal 2014, a seguito dell’acquisizione della storica azienda cremonese Feraboli S.p.A. 
A fine maggio 2021 è stato sottoscritto un importante accordo di rifinanziamento per 120 milioni di € con un pool di primari istituti assistito da SACE tramite Garanzia Italia. Tale operazione rappresenta per il Gruppo il raggiungimento con ampio anticipo degli obiettivi fissati nel piano industriale 2019-22. 
A dicembre 2021 la società Maschio Aratri S.r.l. viene incorporata nella società Maschio Gaspardo S.p.A.
Nel corso del mese di aprile 2022 Maschio Gaspardo S.p.A. ha riacquistato complessivamente 132.744 azioni proprie detenute dalle finanziarie regionali Friulia S.p.A. e Veneto Sviluppo S.p.A. Allo stesso tempo la controllante Maschio Holding S.p.A. ha acquistato ulteriori 68.326 azioni di Maschio Gaspardo S.p.A. da Veneto Sviluppo S.p.A., riportando di conseguenza il capitale di Maschio Gaspardo in capo ai fratelli Andrea e Mirco Maschio, rispettivamente presidente di Maschio Holding e presidente di Maschio Gaspardo. La quota residua del 6,71% rimane di proprietà della finanziaria Friulia. 
A novembre 2022 Maschio Gaspardo S.p.A è entrata nel capitale sociale di Free Green Nature S.r.l., start up innovativa la cui attività ha per oggetto lo sviluppo, la progettazione e la produzione di macchinari ad alto valore tecnologico in particolare di attrezzature meccatroniche, di sistemi robotizzati per l’agricoltura e di macchine per il controllo di virus e batteri.

## Struttura
L'azienda è attualmente presente con 8 stabilimenti produttivi (5 in Italia e 3 all’estero), 13 filiali commerciali nel mondo e impiega all’incirca 2.000 dipendenti.

### Campodarsego (Italia)
Lo stabilimento di Campodarsego (Padova) è formato dalla sede amministrativa del gruppo e dal centro produttivo specializzato nella realizzazione di macchine per la lavorazione del terreno. Vengono prodotte infatti zappatrici, erpici, trinciatrici, seminatrici combinate, spandiconcime e sarchiatrici.

### Morsano al Tagliamento (Italia)
Lo stabilimento di Morsano al Tagliamento (Pordenone) realizza seminatrici di precisione, seminatrici da cereali, seminatrici combinate, seminatrici da sodo, sprayers.

### Cadoneghe (Italia)
Il centro produttivo di Cadoneghe (Padova) è specializzato nei processi di lavorazione meccanica (taglio laser, saldatura robotizzata, piegatura, tornitura, produzione di lame e coltelli).

### Cremona (Italia)
Nello stabilimento di Cremona, dal momento dell’acquisizione di Feraboli (la storica azienda specializzata nelle attrezzature per la fienagione) nel 2014, si producono attualmente rotopresse e falciatrici.

### Concordia Sagittaria (Italia)
Negli anni precedenti, la produzione di aratri era l’attività principale dello stabilimento. A seguito dello spostamento della produzione in Romania, è stato effettuato investimento nella struttura al fine di riconvertirla in un vero e proprio stabilimento per la verniciatura delle attrezzature.

### Chișineu-Criș (Romania)
Lo stabilimento produttivo di Chișineu-Criș (Arad) in Romania, inaugurato nel 2003, è specializzato nella produzione e commercializzazione di macchine per la minima lavorazione. Vengono prodotti dissodatori, coltivatori ad ancore, coltivatori a dischi, preparatori e rotopresse.

### Qingdao (Cina)
Nello stabilimento cinese di Qingdao, inaugurato nel 2005, si producono zappatrici e trinciatrici per trattrici fino a 60 HP, principalmente per i mercati del Far East. Sono tipicamente richieste attrezzature agricole di dimensioni ridotte, ideali per lavorare piccoli appezzamenti terrieri con trattrici a potenza ridotta.

### Pune (India)
Nel 2011 viene inaugurato lo stabilimento produttivo di Pune (India) per la commercializzazione e distribuzione di attrezzature agricole all’interno del mercato locale. La produzione, che riguarda principalmente frese, garantisce una capacità di circa 30.000 unità all'anno.

## Prodotti

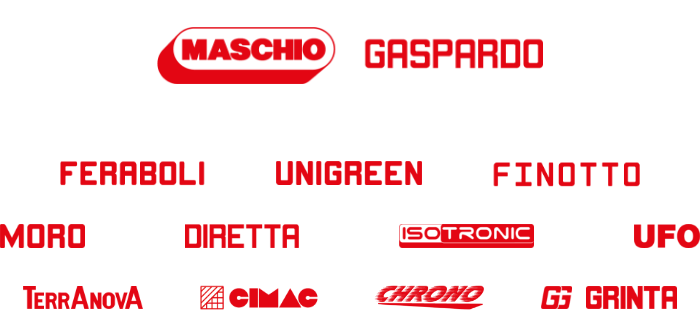
Brand commercializzati da MASCHIO GASPARDO

Maschio Gaspardo S.p.A. progetta e produce macchine agricole per il mercato italiano ed estero. I prodotti più rilevanti comprendono frese, erpici, trinciatrici, attrezzature per la minima lavorazione del terreno, seminatrici di precisione e da cereali, spandiconcime, falciatrici, rotopresse, sprayer e atomizzatori.
Maschio Gaspardo S.p.A. è presente sul mercato anche con i seguenti brand:
Feraboli, Unigreen, Moro, Finotto, Terranova, Cimac, Grinta, Isotronic.

## Riconoscimenti
La politica ecosostenibile dell’azienda ha ottenuto diversi riconoscimenti. Tra questi:
- 2010: Partecipazione in rappresentanza dell'Italia all'Expo Universale di Shangai, sezione innovazione tecnologica.
- 2011: Premio Sviluppo Sostenibile assegnato dalla Fondazione per lo Sviluppo Sostenibile.
- 2012: Premio Nuova Energia Impresa Rinnovata assegnato dalla Camera di commercio di Padova.
- 2013 e 2015: Certificazione internazionale Carbon Trust Standard.[11]
- 2013 e 2014: Menzione Speciale assegnata dalla Fondazione Symbola e da Coldiretti a Savigliano (CN).
- 2014: Radical Green Award organizzato nell'ambito dell'edizione 2014 del festival 'Settimana verde delle Venezie'.[12]
- 2014: Partecipazione al bando europeo di ricerca e sviluppo LIFE+ del progetto AGRICARE.[13]
- 2015: Certificazione ISO 9001 per gli stabilimenti in Italia e Romania.
- 2021 e 2022: Premio Novità Tecnica 2021 ad EIMA 2021[14] e come “Macchina Agricola dell'Anno 2023” nelle categorie “Lavorazione del Terreno” e “Premio del Pubblico” a SIMA 2022[15]
- 2024: Durante l'edizione 2024 di Innov-Agri, svoltasi il 4 e 5 settembre a Ondes, nel Sud-Ovest della Francia, DELTA, la nuova trinciatrice posteriore pieghevole di MASCHIO GASPARDO, ha ricevuto il premio Innovation Farm Machinery 2025 nella categoria Nuove Tecnologie.[16]
- 2024: JUMBO X vincitore del Premio Novità Tecnica 2024 a EIMA International 2024[17].